# Polkovice
Polkovice (deutsch Polkowitz) ist eine Gemeinde in Tschechien. Sie liegt 14 Kilometer südöstlich von Prostějov und gehört zum Okres Přerov.

## Geographie
Polkovice befindet sich rechtsseitig der Valová im Hornomoravský úval (Obermährische Senke). Durch Polkovice führt die Staatsstraße II/367 zwischen Prostějov und Kroměříž, von der im Ort die Straße II/435 nach Tovačov abzweigt. Anderthalb Kilometer östlich des Dorfes verläuft die Eisenbahnstrecke zwischen Kroměříž und Tovačov, auf der im Abschnitt Kojetín–Tovačov der Personenverkehr eingestellt wurde.
Nachbarorte sind Ivaň, Arnoštov und Oplocany im Norden, Annín und Cvrčov im Nordosten, Lobodice, Chrbov und Záříčí im Osten, Chropyně und Uhřičice im Südosten, Křenovice und Měrovice nad Hanou im Süden, Hruška und Tvorovice im Südwesten, Pivín im Westen sowie Obědkovice, Klenovice na Hané im Nordwesten.

## Geschichte
Die erste schriftliche Erwähnung von Polcowiz erfolgte 1275 im Zusammenhang mit dem Vladiken Dalibor von Polcowiz. Im Jahre 1365 erwarb das Olmützer Kapitel eine Hälfte von Polkowicz, zum Ende des 14. Jahrhunderts gehörte ihm das ganze Dorf. Im 15. Jahrhundert ist erstmals eine Schule erwähnt, ein regelmäßiger Unterricht fand jedoch nicht statt. König Georg von Podiebrad überließ Polkowycz 1465 zusammen mit weiteren Dörfern seinem Gefolgsmann Ctibor Tovačovský von Cimburg. Ab 1573 wurde das Dorf als Polkovice, ab 1575 als Polkowitz, ab 1718 als Pohlkowitz, 1771 als Polkowitium, 1863 als Polcovicium und 1872 als Poikowitz bezeichnet. Polkovice bestand zu Beginn des 17. Jahrhunderts aus 52 Häusern. Nach der Schlacht am Weißen Berg konnte das Bistum das Gut wieder an sich bringen. Infolge des Dreißigjährigen Krieges lag ein Teil der Anwesen wüst. Das älteste Ortssiegel stammt aus dem 17. Jahrhundert; es zeigt eine Kirche mit zwei Türmen und trägt die Umschrift SIGILLV. COMVNITATI. POLCOVIENSIS. Im Jahre 1711 brannte das Dorf nieder. Wenig später ließ der Olmützer Probst Wilhelm Adalbert Graf Kolowrat-Liebsteinsky am Rande des Dorfplatzes ein barockes Schlösschen mit anschließendem Wirtschaftshof errichten. Die Matriken wurden seit 1715 in Kojetín und ab 1784 in Klenovice geführt. Im Jahre 1793 bestand Polkovice aus 68 Häusern und hatte 475 Einwohner. Seit 1815 wurde in einer Chaluppe an der Mrlínka ein regelmäßiger Schulunterricht durchgeführt. Bis zur Mitte des 19. Jahrhunderts blieb Polkovice immer dem Olmützer Bistum untertänig.
Nach der Aufhebung der Patrimonialherrschaften bildete Polkovice/Polkowitz ab 1850 eine Gemeinde in der Bezirkshauptmannschaft Kremsier. Im Jahre 1855 wurde die Gemeinde dem Bezirk Kojetín und 1868 wieder dem Bezirk Kremsier zugeordnet. 1865 entstand auf der Trift am Kapitelhof ein neues Schulhaus. Seit 1877 gehört das Dorf zum Okres Přerov. Nach einer Erweiterung der Schule wurde ab 1894 der zweiklassige Unterricht aufgenommen. 1909 wurde in der Gemeinde eine Pfarrkirche mit eigenem Friedhof geweiht und das Dorf aus der Pfarre Klenovice herausgelöst. 1921 hatte die Gemeinde 716 Einwohner, dies war die höchste Bevölkerungszahl in der Geschichte von Polkovice. Im Jahre 1949 wurde die Gemeinde dem Okres Kojetín zugeordnet, nach dessen Aufhebung kam sie 1960 zum Okres Přerov zurück. Zwischen 1983 und 1987 wurde im Ort ein Mehrzweckgebäude für Dienstleistungen errichtet, dieses wurde nach der Samtenen Revolution auch zum Sitz des Gemeindeamtes. Seit 1995 führt Polkovice ein Wappen und Banner. Anlässlich der Glockenweihe erhielt das Ortswappen 1998 durch den Olmützer Weihbischof Hrdlička auch eine kirchliche Weihe. Ethnographisch gehört die Gemeinde zur Hanna.

## Gemeindegliederung
Für die Gemeinde Polkovice sind keine Ortsteile ausgewiesen.

## Sehenswürdigkeiten
- Pfarrkirche des hl. Bartholomäus: Der neogotische Backsteinbau entstand zwischen 1908 und 1909 anstelle eines Glockenturmes. Nachdem beide Kirchenglocken während der Weltkriege als Kriegsmetall verlorengegangen waren, überließ die Gemeinde Uhřičice der Kirche ihre 1946 in Hamburg wieder aufgefundene Glocke „Maria“. 1998 wurden bei der Glockengießerei Dytrych in Brodek u Přerova zwei neue Glocken gefertigt. Finanziert wurde dies größtenteils durch eine Sammlung, bei der 84.500 Kronen zusammenkamen. Die Glocke „Maria“ kehrte danach nach Uhřičice zurück.
- Barockes Schloss Polkovice: Der eingeschossige rechteckige Bau aus der ersten Hälfte des 18. Jahrhunderts mit einem dreieckigen Eingangsrisalit ist als Kulturdenkmal geschützt. Das Schloss befand sich bis 1948 im Besitz des Bistums Olmütz, heute gehört es der Gemeinde.
- Steinerne Mauer um Schloss und Wirtschaftshof aus der zweiten Hälfte des 18. Jahrhunderts, Kulturdenkmal
- steinerner Bildstock, geschaffen 1637, Kulturdenkmal
- mehrere Wirtschaftsgebäude in Volksbauweise
- Gedenkstein für die Opfer des Zweiten Weltkriegs
- Denkmal für die Opfer des Ersten Weltkriegs mit Büste von T.G. Masaryk
- Weißes Kreuz